# Santa Eufemia (ort)
Santa Eufemia är en ort i Argentina.   Den ligger i provinsen Córdoba, i den centrala delen av landet, 500 km väster om huvudstaden Buenos Aires. Santa Eufemia ligger 155 meter över havet och antalet invånare är 2 179.
Terrängen runt Santa Eufemia är mycket platt. Runt Santa Eufemia är det mycket glesbefolkat, med 7 invånare per kvadratkilometer.. Santa Eufemia är det största samhället i trakten.
Trakten runt Santa Eufemia består till största delen av jordbruksmark.